# 諾曼 (密蘇里州)
諾曼（英語：Norman）是位於美國密蘇里州費爾普斯縣的鬼鎮。

## 歷史
諾曼的郵局於1888年設立，其後於1926年停運。

## 地理
諾曼所處的海拔為高於海平面363米（即1191英呎），而該地所採用的時區為UTC-6，即北美中部時區（CST）。同時該地設有夏令時間，為UTC-6調快一小時，即UTC-5（CDT）。